# Johanna Antonie Broekel
Johanna Antonie Broekel (* 1. September 1819 in Tondern, Herzogtum Schleswig; † 21. Oktober 1890 in Kiel) war eine deutsche Schulgründerin und Romanautorin.

## Leben

### Familie
Johanna Antonie Broekel war Tochter des Rechtsanwaltes Christoph Friedrich Hans Broekel (* 1779 in Kiel; † 1823 in Tondern) und der Anna Christina Antoinette (1781–1852), einer Tochter des Procurators Diederich Cornelius Christian Schwers. Ihr Großvater väterlicherseits war der aus hannoverschem Adel stammende Kieler Juraprofessor Georg Broeckel. Friederike Schwers, ihre Tante mütterlicherseits, war mit Meyer Isaac Schiff, dem ersten jüdischen Advokaten in Kiel, verheiratet, der zu den Gründern der Gesellschaft für Schleswig-Holsteinische Geschichte gehörte und ein führendes Mitglied der Kieler Gesellschaft der freiwilligen Armenfreunde war.
Sie hatte mindestens sieben ältere Geschwister. Ihre Schwester Elisabeth Ernestine (1809–1873) war mit dem Kieler Theologieprofessor Carl Peter Matthias Lüdemann verheiratet, eine andere Schwester, Johanna Dorothea Friederike (* 1817), mit dessen Bruder, dem Pastor und Eutiner Kirchenrat Georg Johann Friedrich Lüdemann. Sophie, eine weitere Schwester, heiratete den Juristen Adolph Kamphövener (1808–1856), der nach der  Schleswig-Holsteinischen Erhebung des Landes verwiesen wurde und 1853 eine neue Anstellung in Ehrenbreitstein bei Koblenz fand,   und wurde die Mutter von Fritz und Louis von Kamphövener und Großmutter der Märchenerzählerin Elsa Sophia von Kamphoevener.

### Schulleiterin
Nach dem frühen Tod des Vaters zog die Mutter mit den Kindern zurück in ihre Heimatstadt Kiel. Anders als ihre Schwestern blieb Johanna Antonie unverheiratet. Weil es zu ihrer Zeit noch nicht viele andere Möglichkeiten gab, als Frau erwerbstätig zu werden, gründete sie im Dezember 1843 in Kiel eine private Töchterschule mit Pensionat. Es war die erste höhere Mädchenschule in Kiel. Eine Ausbildung über die eigene Schulbildung hinaus hatte sie, wie damals üblich, nicht. Ihr Schwagers, der Theologieprofessor Lüdemann, gründete ein Komitee zur Unterstützung dieser Schule, dem auch Propst Claus Harms angehörte. So gewann Broekel für ihre Schule schnell Zulauf. Einer Prüfung über ihre Befähigung musste sie sich erst nach einem preußischen Erlass bezüglich privater Mädchenschulen in der Provinz Schleswig-Holstein von 1869 unterziehen.
1861 wurde die erste städtische höhere Mädchenschule in Schleswig-Holstein, die heutige Ricarda-Huch-Schule, gegründet. Broekels Privatschule florierte jedoch weiterhin: Die Zahl ihrer Schülerinnen verdoppelte sich von 54 im Jahr 1860 auf über 100 im Jahr 1873. Es wurde in vier Klassen unterrichtet. Broekel stellte ihre Nichten Bertha und Clara Lüdemann als Lehrerinnen ein. 1863 veröffentlichte sie ihr erstes Buch.
Nach dem Tod ihrer Tante Friederike Schiff 1859 gehörte Broekel zu den Erben. Sie profitierte auch von der von Meyer Isaac Schiff gegründeten „Schiff’sche Stiftung zugunsten hilfsbedürftiger, kränklicher, über 45 Jahre alter, nicht ungebildeter und in Kiel wohnhafter lediger Frauenzimmer“, die hauptsächlich Verwandte von Friederike Schiff unterstützte. So konnte sie es sich 1875 leisten, sich aus Unterricht und Schulleitung zurückzuziehen, um sich ausschließlich dem Schreiben zu widmen. Im Herbst 1886 lebte sie als „Rentière“ in Kiel. Die von ihr gegründete Privatschule ging 1890 ein, während die staatliche Mädchenschule ab diesem Zeitpunkt mehr Zulauf erhielt.

### Schriftstellerin
Broekels erste Veröffentlichung war 1863 die Erzählung Schutzlos aber nicht hilflos, deren Protagonistin ein ähnliches Schicksal hatte wie sie selbst: eine auf sich selbst gestellte junge Frau aus gutem Hause, die sich als Erzieherin über Wasser halten muss. Vier Jahre später folgte die Gedichtsammlung Blätter und Blättchen gefunden in guten u. bösen Tagen und danach in regelmäßigen Abständen Erzählungen und oft mehrbändige Romane, die zumeist das Leben alleinstehender, erwerbstätiger Frauen zum Inhalt hatten. Ihre Protagonistinnen mussten sich mit der fehlenden Gleichberechtigung und den Vorurteilen auseinandersetzen, denen berufstätige Frauen ausgesetzt waren, und um ihr Recht auf ein selbstbestimmtes Leben und eine eigenständige Meinung auch in philosophischen und religiösen Fragen kämpfen.

„In ihren Romanen und Novellen hat sie die dem Beruf der Frauen und der Erwerbsfähigkeit des weiblichen Geschlechts angehörenden Fragen mit Eifer und Einsicht behandelt, über der Tendenz aber nicht vergessen, die Tragik und Poesie der behandelten Lebensverhältnisse warm und gemütvoll zur Darstellung zu bringen.“

Broekel veröffentlichte unter dem Pseudonym A(ntonie) Brook und verwendete dabei die ursprüngliche Form des Nachnamens, den ihr Großvater aufgegeben hatte. Ihre Romane wurden „günstig aufgenommen“, wurden übersetzt und erlebten teilweise mehrere Auflagen.

## Werke
- Schutzlos aber nicht hilflos. (Erzählung), Dresden 1863. (Digitalisat der 2. Aufl., Janke, Berlin 1875)
- Blätter und Blättchen gefunden in guten und bösen Tagen (Gedichtsammlung), Berlin 1867.[14]
- Nanna – ein Lebensbild. 2 Bände. Berlin 1868.
- Das Schloss in den Ardennen. 3 Bände. Janke, Berlin 1869. (Digitalisat Band 1, Band 2, Band 3)
- Auf dem Ocean des Lebens. Roman. 3 Bände. Janke, Berlin 1875.
- Vormund und Mündel. 3 Bände. Janke, Berlin 1877. (Digitalisat Band 1, Band 2, Band 3)
- Paul von Kampmann. Historischer Roman. 3 Bände. Janke, Berlin 1879. (Digitalisat Band 1, Band 2, Band 3)
- Licht und Schatten. Roman. 3 Bände. Janke, Berlin 1881.
- Nur eine Tochter. Familien-Roman in 2 Bänden. Janke, Berlin 1883.